# هيرمان ألفرد شميد
هيرمان ألفرد شميد (بالإنجليزية: Herman Alfred Schmid)‏ هو ضابط أمريكي، ولد في 3 أغسطس 1910، وتوفي في 12 أبريل 1985.